# Leptostrangalia nakamurai
Leptostrangalia nakamurai är en skalbaggsart som beskrevs av Hayashi 1960. Leptostrangalia nakamurai ingår i släktet Leptostrangalia och familjen långhorningar.
Artens utbredningsområde är Taiwan. Inga underarter finns listade i Catalogue of Life.